# إرنست ديكسون
إرنست ديكسون (22 يونيو 1854 في المملكة المتحدة - 9 يناير 1889 في نيوزيلندا) (بالإنجليزية: Ernest Dixon)‏ هو لاعب كريكت نيوزلندي.

## وصلات خارجية
- إرنست ديكسون على موقع إي آس بي آن كريك إنفو (الإنجليزية)